# Live at the Whisky
Live at the Whisky is het tweede livealbum van Kansas.

## Inleiding
Kansas zat rond het opnemen en uitbrengen van dit livealbum (en ook een video volgde) zonder platencontract bij een groot platenlabel. De band moest het doen met twee verzamelalbums: Carry on uit 1992 en The Kansas boxed set uit 1994. Dit had tot resultaat dat de band zelf de opname bekostigde om de uitgaven te drukken, ze kregen er volgens zanger Steve Walsh meteen spijt van. De opname via video had namelijk tot resultaat dat er veel licht gebruikt moest worden en dat het op het podium ondragelijk heet werd. Het zweten van de musici was weer terug te vinden op de film etc. Walsh had er het liefst afstand van genomen. De fans die het album of video aanschaften vonden daarentegen de stem van Walsh behoorlijk overheersen en dat in een periode dat zijn stem aan sleet (te veel zang in combinatie met drugs en alcohol) onderhevig was. Later gaf Walsh ook toe dat de muziek wel één-op-één was overgenomen, maar dat de stem later was ingezongen (dubbing). 
Het album scoorde nergens een notering in de albumlijsten, een primeur voor Kansas. Daarentegen stond dan wel weer de terugkeer van een violist in de band, in dit geval in de persoon van David Ragsdale, gitarist Steve Morse was weer vertrokken, in dit geval naar Deep Purple. Kansas speelt op het album geen enkele track uit het tijdperk met Steve Morse.
Opnamen vonden plaats in de discotheek Whisky a Go Go in Los Angeles, waar ook rockconcerten werden gegeven.

## Musici
- Steve Walsh – zang, toetsinstrumenten
- Rich Williams – gitaren
- David Ragsdale – viool, gitaren
- Greg Robert – toetsinstrumenten
- Billy Greer – basgitaar
- Phil Ehart – drumstel

Met
- Kerry Livgren – gitaar op Dust in de wind, Carry on wayward son en Lonely wind (Amerikaanse persing)
- Dave Hope – basgitaar op Lonely wind (Amerikaanse persing)

## Muziek
| Nr. | Titel                                 | Duur |
| --- | ------------------------------------- | ---- |
| 1.  | Introduction                          | 1:04 |
| 2.  | Howling at the moon (uit Magnum opus) | 1:31 |
| 3.  | Paradox                               | 4;11 |
| 4.  | Point of know return                  | 4:44 |
| 5.  | Song for America                      | 8:57 |
| 6.  | The wall                              | 6:07 |
| 7.  | Hold on                               | 4:18 |
| 8.  | Dust in the wind                      | 3:52 |
| 9.  | Miracles out of nowhere               | 6:30 |
| 10. | Mysteries and mayhem                  | 4:54 |
| 11. | Portrait (He knew)                    | 5:45 |
| 12. | Carry on wayward son                  | 6:51 |
| 13. | Down the road                         | 5:51 |
| 14. | Lonely street                         | 5:51 |

Lonely street was een bonustrack en is niet afkomstig van genoemd concert; opnamen stammen uit 1975 en zijn uit de Agora Ballroom in Cleveland (Ohio). De Duitse versie had als bonustrack Journey from Mariabrunn/Belexes (12:11) 